# 1970-es magyar gyeplabdabajnokság
Az 1970-es magyar gyeplabdabajnokság a negyvenedik gyeplabdabajnokság volt. A bajnokságban hat csapat indult el, a csapatok négy kört játszottak.

## Tabella
| #  | Csapat             | M  | Gy | D | V  | G+ | G- | P  |
| -- | ------------------ | -- | -- | - | -- | -- | -- | -- |
| 1. | Kinizsi Sörgyár SK | 20 | 14 | 4 | 2  | 32 | 11 | 32 |
| 2. | Bp. Építők         | 20 | 13 | 5 | 2  | 39 | 5  | 31 |
| 3. | MÁVAUT SK          | 20 | 10 | 1 | 9  | 22 | 23 | 21 |
| 4. | Gödöllői Vasas     | 20 | 5  | 4 | 11 | 18 | 28 | 14 |
| 5. | Budai Pedagógus    | 20 | 5  | 3 | 12 | 12 | 25 | 13 |
| 6. | Bp. Postás         | 20 | 4  | 1 | 15 | 13 | 44 | 9  |

* M: Mérkőzés Gy: Győzelem D: Döntetlen V: Vereség G+: Ütött gól G-: Kapott gól P: Pont